# Palazzo Guadagni

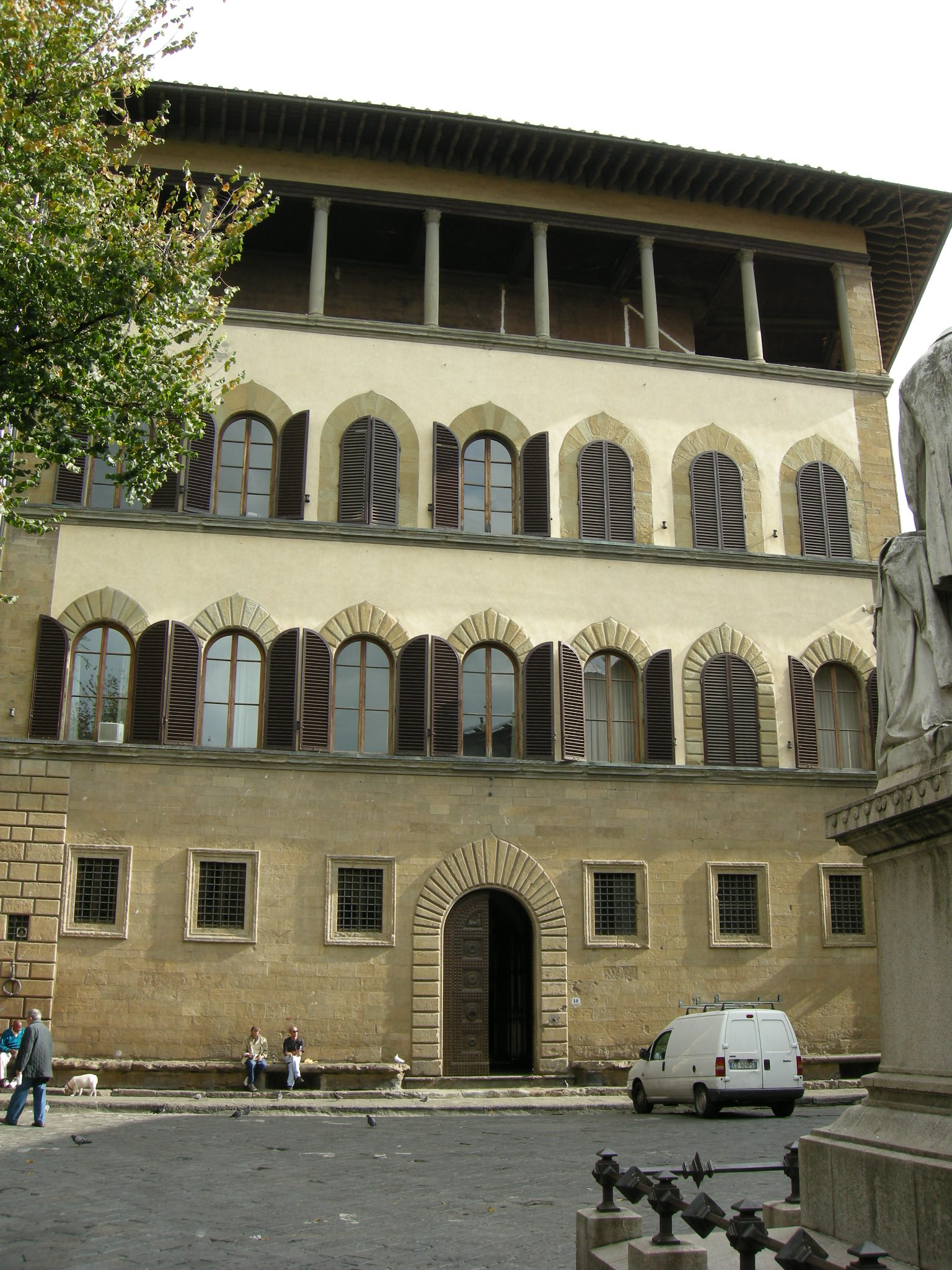
Fachada do Palazzo Guadagni.

O Palazzo Guadagni é um palácio renascentista de Florença, situado na esquina da Piazza Santo Spirito com a Via Mazzetta, que se destaca com a sua mole entre as numerosas casas quatrocentistas que circundam a praça. As suas formas, prestigiosas mas, todavia, domésticas e privadas de luxos, serviram de modelo a muitos edifícios florentinos.

## História
O palácio foi construído pelo mercador de seda Riniero di Bernardo Dei depois de 1502, numa área ocupada pelas casas da família, numa zona tipicamente habitada por pequenos mercadores e artesãos.
O arquitecto foi, provavelmente, Simone del Pollaiolo, apelidado de il Cronaca, embora alguns historiadores apontem o nome de Baccio d'Agnolo. Depois da extinção da família Dei, em 1683, o palácio foi deixado em herança à Compagnia dei Buonomini di San Martino ("Companhia dos Homens Bons de São Martinho"), a qual o vendeu em leilão, sendo, assim, adquirido pela família Guadagni. Em meados do século XIX, a última descendente da família casou-se com o Marquês Dufour Berte, cujos descendentes ainda possuem o palácio.
Na segunda metade do século XIX, Giuseppe Poggi interveio no palácio, criando um acesso para as carruagens e novas escudarias. Também foi refeito o salão principal, com um estilo mais moderno e uma diferente orientação. Durante o período em que Florença foi capital do Reino de Itália, o palácio hospedou o Ministro Urbano Rattazzi. Depois, na época seguinte, foi habitado pelo Conde Valfredo Della Gherardesca. Entre 1912 e 1964 teve aqui sede o Kunsthistorisches Institut in Florenz ("Instituto Germânico de História de Arte"), que hoje se encontra próximo, no Palazzo Zuccari da Via Giusti.
Em 1914, foi inaugurada no piso térreo a primeira biblioteca municipal de Florença, a Biblioteca Pietro Thouar, ainda existente.

## Arquitectura

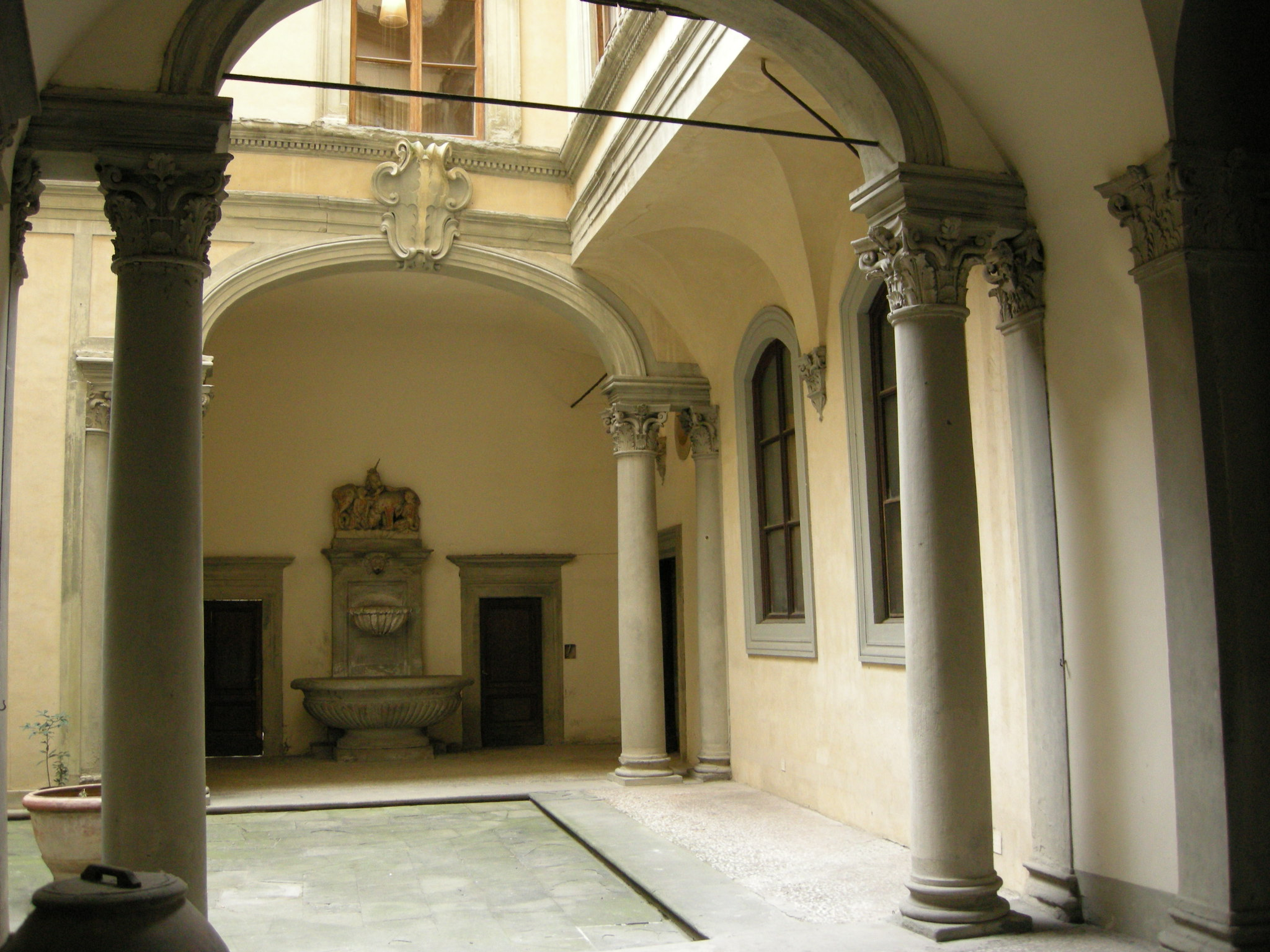
O pátio.

Ajustado em torno dum pátio central com arcada, o palácio é decorado no exterior com bugnato liso no piso térreo, sendo o uso de bugnato rústico limitado às faixas angulares, na típica pedra florentina, a pietraforte. As janelas dispõem-se em três ordens: rectangulares no piso térreo e arqueadas com as particulares molduras de chaves de volta em gota nos pisos superiores. Em tempos, era decorado por grafitos brancos sobre fundo negro no primeiro e segundo andares, obra devida a Andrea del Sarto, mas estes foram perdidos. 
O último piso é coroado por uma monumental loggia entablada, inovação frequentemente copiada depois, que aligeira a massa mural da fachada criando um jogo de cheios e vazios, sobre o qual corre um beiral saliente suportado por mísulas em madeira. Em baixo, o banco de rua (panca di via) cria uma espécie de base em dois lados virados para a rua, o que recorda as ordens antigas. Na parte inferior das paredes externas foram conservadas algumas argolas para atar os cavalos, enquanto a lanterna em ferro forjado, posta na esquina, é atribuída a Caparra. Quinhentista é, pois, o grande portão de madeira, esculpido e decorado com rosetas e tampões de ferro. As chaves pontifícias na parte alta são um dos emblemas da família Dei, em memória dos privilégios papais concedidos à Casa Dei no século XV. A cancela em ferro é coeva e carrega um outro emblema familiar dos Dei, os lírios.
O pátio, acessível através dum átrio com abóbada agarrada em lesenas, colunas pênseis e capitéis renascentistas, tem uma forma insólita devida às sucessivas reorganizações. Aqui se notam os restos duma loggia tapada, com capitéis requintadamente decorados por golfinhos, volutas e conchas. Dois arcos maiores, nos lados em eixo com a entrada principal, são rebaixados (em estilo barroco), assentando, porém, em colunas renascentistas. Para além do arco do lado leste, encimado por um monumental brasão dos Guadagni, existe um espaço gémeo do átrio, onde se encontra uma fonte de muro, com tanque em forma de concha, encimada por uma edícola com alto relevos de divindades marinhas, felinos e dum unicórnio, símbolo heráldico dos Guadagni, entre decorações em pedra esponjosa. Uma lápide sob o tanque recorda como a água, por concessão grão-ducal, chegava aqui directamente a partir do Giardino di Boboli. 
Sobre o pátio perfilam-se janelas arquitravadas, sublinhadas por cornijas marca-piso, entre as quais uma, a inferior, é decorada com dentilhados.
A partir do átrio, uma monumental escadaria, obra de Poggi em substituição duma escada quinhentista mais estreita e orientada de maneira diferente, leva aos pisos superiores. 
A rica quadraria hospedada no palácio, com cerca de 200 obras das escolas florentina, veneziana e estrangeira, foi dispersa.